# 苏里南野菊
苏里南野菊（学名：Clibadium surinamense）为菊科野菊属下的一个种。